# 大神神社 (岡山市)
大神神社（おおがじんじゃ）は、岡山県岡山市中区四御神にある神社。

## 祭神
- 大物主神 (おおものぬしのかみ)
- 少名毘古那神 (すこなひこなのかみ)
- 三穂津姫神 (みほつひめのかみ)
- 大穴牟遅神 (おおなむちのかみ)

## 祭事
- 歳旦祭：1月1日
- 春季大祭：5月第2日曜日
- 夏越大祓祭：7月第2日曜日（氏子祈願：7月第2土曜日）
- 秋季大祭：10月第3日曜日（氏子祈願：10月第3土曜日）
- 月次祭：毎月1日

## 現地情報
所在地
- 岡山市中区四御神381